# Gaylussacia rigida
Gaylussacia rigida är en ljungväxtart som beskrevs av Giovanni Casaretto. Gaylussacia rigida ingår i släktet Gaylussacia och familjen ljungväxter. Inga underarter finns listade i Catalogue of Life.